# Gottan

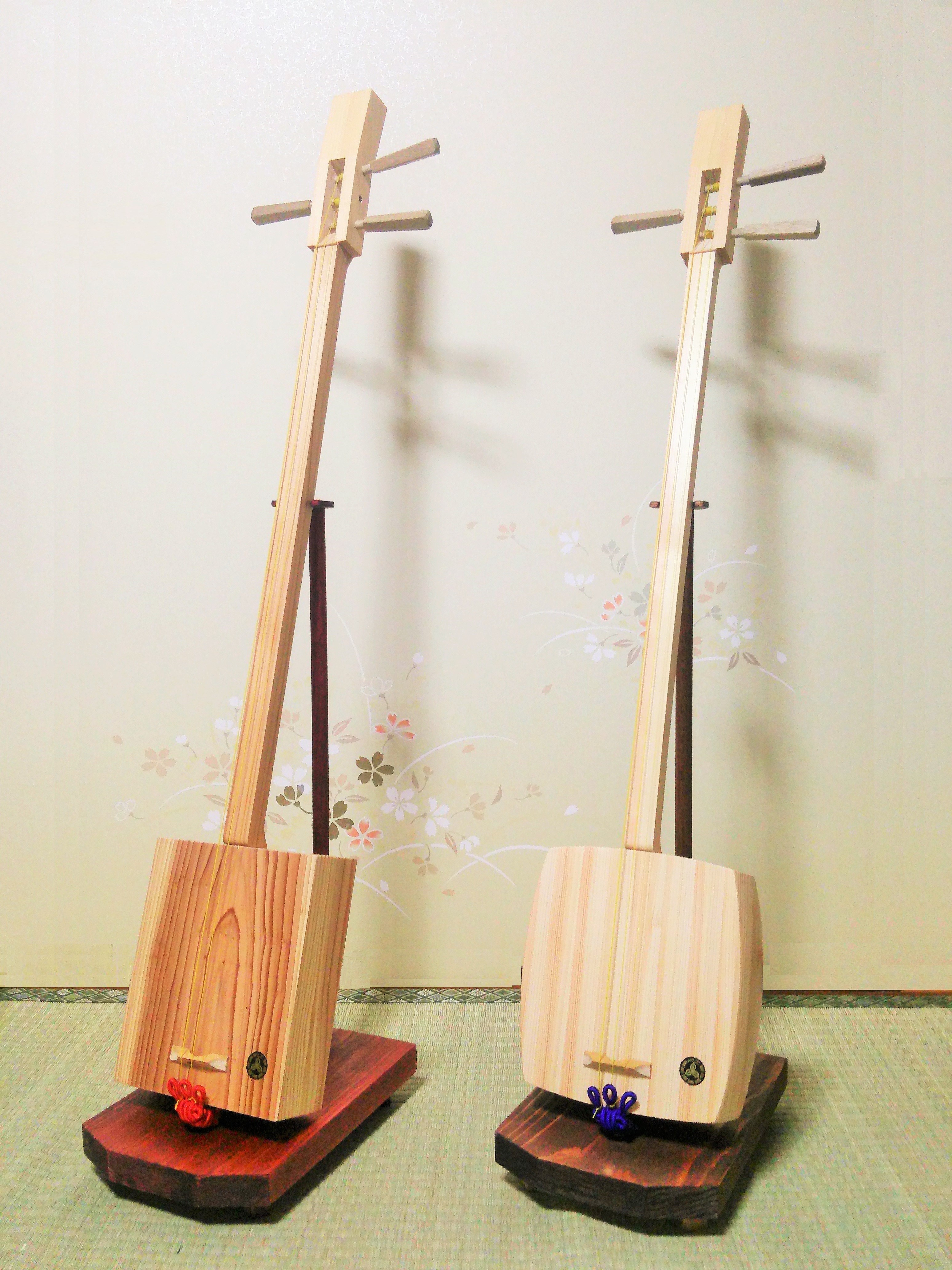
Saiteninstrument Gottan – ゴッタン

Die Gottan (japanisch ゴッタン) ist ein traditionelles, handgefertigtes Volksmusikinstrument, das in ganz Kyūshū, insbesondere in den Präfekturen Kagoshima und Miyazaki, verbreitet ist. Es handelt sich um ein Saiteninstrument mit drei Saiten, dessen Korpus hauptsächlich aus mit Brettern belegtem Sugi-Holz (杉の木, japanische Zeder) besteht. In der Präfektur Miyazaki ist die Gottan als traditionelles Kunsthandwerk offiziell anerkannt.

## Überblick
Die Gottan ist ein Volksmusikinstrument, das seit etwa dem 16. Jahrhundert als Begleitinstrument für Volkslieder verwendet wird und sich als populäres Instrument unter der einfachen Bevölkerung in ganz Kyūshū verbreitet hat.
Nicht nur unter der einfachen Bevölkerung, sondern auch bei buddhistischen Mönchen und in den Shintō-Schreinen wurde die Gottan gespielt, sodass sie im mittelalterlichen Kyūshū ein fester Bestandteil des Alltags war. Sie gilt daher als eines der repräsentativen Musikinstrumente Kyūshūs.
Durch den kulturellen Austausch mit dem Königreich Ryūkyū (Okinawa) wurde die Gottan teilweise auch in Volksliedern verwendet, die Elemente der Ryūkyū-Tonleitern enthalten, was ihre enge Verbindung zur Musik Okinawas unterstreicht.
In den letzten Jahren ist die Zahl der Spielerinnen und Spieler sowie der Instrumentenbauer zwar zurückgegangen, doch in verschiedenen Teilen Kyūshūs – etwa in Kagoshima, Miyazaki und Fukuoka – bestehen weiterhin Gottan-Schulen, die zur Bewahrung der regionalen Identität beitragen. Dank dieser Bemühungen erfreut sich das Instrument auch bei der jungen Generation großer Beliebtheit und wird von Menschen jeden Alters gespielt.